# Bernard Challandes
Bernard Challandes (ur. 26 lipca 1951 w Le Locle) – szwajcarski piłkarz i trener piłkarski, jako zawodnik grał na pozycji obrońcy. 

## Kariera piłkarska
Wychowanek FC Le Locle, w barwach którego w 1971 rozpoczął karierę piłkarską. W 1973 przeszedł do Urania Genève Sport.

## Kariera trenerska
Karierę szkoleniowca rozpoczął trenując najpierw drużynę amatorską FC Saint-Imier. W sezonie 1984/85 trenował rodzimy FC Le Locle. Potem prowadził kluby FC La Chaux-de-Fonds, Yverdon-Sport FC, BSC Young Boys i Servette FC. Od 2001 do 2007 pracował z młodzieżową reprezentację Szwajcarii. Następnie kierował klubami FC Zürich, FC Sion, Neuchâtel Xamax i FC Thun. 28 lutego 2014 roku stał na czele reprezentację Armenii, którą kierował do marca 2015. Potem został skautem FC Basel. Od 2018 do 2021 był trenerem reprezentacji Kosowa.